# 호남고속도로
| 2001년 이전 고속국도 노선 (기종점은 2001년 8월 24일 이전을 기준으로 함) | 2001년 이전 고속국도 노선 (기종점은 2001년 8월 24일 이전을 기준으로 함) | 2001년 이전 고속국도 노선 (기종점은 2001년 8월 24일 이전을 기준으로 함) |
| ----------------------------------------------------------------------- | ----------------------------------------------------------------------- | ----------------------------------------------------------------------- |
| 노선 기호와 사용 연도                                                   |                                                                         | 3                                                                       |
| 노선 기호와 사용 연도                                                   | 1983년 ~ 1997년                                                         | 1997년 ~ 2001년                                                         |
| 노선명                                                                  | 호남고속도로 (고속국도 제3호선)                                         | 호남고속도로 (고속국도 제3호선)                                         |
| 기점                                                                    | 대전광역시 대덕구                                                       | 대전광역시 대덕구                                                       |
| 종점                                                                    | 전라남도 순천시                                                         | 전라남도 순천시                                                         |

호남고속도로(湖南高速道路, 고속국도 제25호선의 일부)는 전라남도 순천시를 기점으로, 충청남도 논산시를 종점으로 하여 남북을 잇는 대한민국의 고속도로이다. 논산 방향에서는 논산천안고속도로와 분기 및 지선과 직결되고 순천 방향에서는 남해고속도로 순천 ~ 부산 구간과 상호 직결되어 있다.
원래 대전광역시와 전라남도 순천시를 연결하는 고속도로를 부르는 이름이었으나, 2001년 고속국도 노선 지정 체계가 변경됨에 따라 대전광역시 ~ 충청남도 논산시 구간이 지선으로 분리되어 충청남도 논산시 ~ 전라남도 순천시 연결 구간만을 뜻한다.
최초 개통 당시에는 무료로 이용할 수 있었지만 고속도로 평균 통행량이 1만대를 넘긴 1978년 6월 1일부터 차관선인 세계은행과 협의를 거쳐 유료화 되었으나, 광주광역시 구간 (광주 요금소 ~ 동광주 요금소)은 무료로 이용할 수 있다.
지선 노선으로는 호남고속도로의지선과 고창담양고속도로가 있다.

## 역사
- 1970년 4월 15일 : 회덕 분기점 ~ 전주 나들목 구간 착공
- 1970년 4월 21일 : 서울 세종로 ~ 전주 나들목 구간을 1급 국도 제 1-3호선 서울전주선으로 지정[2]
- 1970년 12월 30일 : 회덕 분기점 ~ 전주 나들목 79.1km 구간 개통[3]
- 1971년 5월 13일 : 충청남도 대덕군 회덕면 신대리 ~ 전라북도 완주군 조촌면 용정리 79.1km 구간에 도로구역 결정으로 고속도로 부지 확정[4]
- 1971년 12월 8일 : 서울 중구 세종로 ~ 전라남도 승주군 서면 선평리 구간을 고속국도 제3호선 서울 ~ 순천선으로 지정[5]
- 1972년 1월 10일 : 전주 나들목 ~ 순천 나들목 구간 착공
- 1973년 11월 14일 : 전주 나들목 ~ 순천 나들목 181.6km 구간 개통[6]
- 1975년 12월 26일 : 유성 나들목 개통[7]
- 1978년 6월 1일 : 고속도로 유료화[8]
- 1978년 6월 22일 : 기점을 '서울특별시 종로구 세종로'에서 '충청남도 대덕군 회덕면'으로, 종점을 '전라남도 승주군 서면 선평리'에서 '전라남도 승주군 서면'으로 단축함. 이에 따라 '서울 ~ 순천선'에서 '대전 ~ 순천선'이 됨.[9]
- 1980년 4월 1일 : 이리 나들목 개통[10]
- 1981년 11월 7일 : 호남고속도로(호남선)로 노선명 변경[11]
- 1983년 4월 25일 : 서대전 나들목 ~ 논산 나들목 왕복 4차로 확장 공사 착공
- 1983년 5월 24일 : 서대전 나들목 ~ 논산 나들목 구간 왕복 4차로 확장 공사로 인해 충청남도 대전시 중구 원내동 ~ 논산군 연무읍 동산리 29km 구간 도로구역 변경[12]
- 1983년 8월 4일 : 회덕 분기점 ~ 서대전 나들목 왕복 4차로 확장 공사 착공
- 1983년 8월 16일 : 회덕 분기점 ~ 서대전 나들목 구간 왕복 4차로 확장 공사로 인해 충청남도 대전시 동구 회덕1동 ~ 중구 원내동 19.5km 구간 도로구역 변경[13]
- 1984년 11월 3일 : 논산 나들목 ~ 서광주 나들목 구간 왕복 4차로 확장 공사로 인해 충청남도 논산군 연무읍 동산리 ~ 전라남도 광주시 북구 운암동 122.2km 구간 도로구역 변경[14]
- 1985년 2월 19일 : 김제 나들목 입체화 공사로 인해 전라북도 김제군 금구면 금구리 700m 구간 도로구역 변경[15]
- 1985년 9월 14일 : 회덕 분기점 ~ 서대전 나들목 왕복 4차로 확장 개통
- 1985년 12월 26일 : 서대전 나들목 ~ 논산 나들목 왕복 4차로 확장 개통
- 1986년 3월 14일 : 삼례 나들목 건설을 위해 전라북도 익산군 왕궁면 온수리 700m 구간 도로구역 변경, 금산사 나들목 건설을 위해 전라북도 김제군 금산면 성계리 700m 구간 도로구역 변경[16]
- 1986년 5월 1일 : 논산 나들목 ~ 전주 나들목 왕복 4차로 확장 개통
- 1986년 5월 16일 : 전주 나들목 요금소 개축을 위해 전라북도 완주군 조촌면 용정리 100m 구간 도로구역 변경, 광주 요금소 개축을 위해 전라남도 장성군 남면 분향리 300m 구간 도로구역 변경, 동광주 요금소 개축을 위해 전라남도 광주시 북구 망월동 300m 구간 도로구역 변경[17]
- 1986년 6월 25일 : 전주 나들목 ~ 서광주 나들목 왕복 4차로 확장 공사 착공, 이서 교차로 폐쇄
- 1986년 7월 9일 : 전주 나들목 ~ 서광주 나들목 왕복 4차로 확장 개통
- 1987년 1월 23일 : 삼례 나들목과 금산사 나들목 개통[18]
- 1990년 3월 24일 : 양촌 휴게소 확장 공사로 인해 충청남도 논산군 양촌면 모촌리 280m 구간 도로구역 변경[19]
- 1988년 5월 11일 : 서광주 나들목 ~ 고서 분기점 구간 왕복 4차로 확장공사로 인해 광주직할시 북구 운암동 ~ 전라남도 담양군 고서면 보촌리 9.9km 구간 도로구역 변경[20]
- 1991년 4월 26일 : 석곡 교차로 평면 대기차선 설치 공사로 인해 전라남도 곡성군 석곡면 능파리 40m 구간 도로구역 변경[21]
- 1990년 9월 : 서광주 나들목 ~ 고서 분기점 왕복 4차로 확장 개통
- 1991년 11월 5일 : 회덕 분기점 개량 공사로 인해 대전직할시 동구 와동 ~ 신대동, 유성구 전민동 3.61km 구간 도로구역 변경[22]
- 1992년 3월 16일 : 화암동 나들목 건설로 인해 대전직할시 유성구 화암동 ~ 용산동 1.4km 구간 도로구역 변경, 유성 나들목 요금소 차선 확장으로 인해 대전직할시 유성구 장대동 ~ 노은동 260m 구간 도로구역 변경[23]
- 1992년 4월 29일 : 기점을 '충청남도 대전시 동구 신대동'에서 '대전직할시 대덕구 신대동'으로 변경[24]
- 1992년 6월 19일 : 두계 휴게소 신설 공사로 인해 충청남도 논산군 두마면 왕대리 350m 구간, 충청남도 논산군 벌곡면 신양리 890m 구간 도로구역 변경[25]
- 1992년 11월 27일 : 고서 분기점 ~ 순천 나들목 구간 왕복 4차로 확장 공사로 인해 전라남도 담양군 고서면 보촌리 ~ 승주군 승주읍 지본리 71.4km 구간 도로구역 변경[26]
- 1993년 3월 5일 : 백양사 휴게소 신설 공사로 인해 전라남도 장성군 북이면 모현리 ~ 박산리 790m 구간 도로구역 변경[27]
- 1993년 7월 20일 : 엑스포 나들목 개통[28]
- 1993년 11월 8일 : 대전 엑스포 폐막에 따라 엑스포 나들목이 북대전 나들목으로 변경
- 1994년 3월 18일 : 왕복 4차로 확장 공사 확장공사로 인해 전라남도 곡성군 겸면 현정리 ~ 칠봉리 292m 구간 도로구역 변경[29]
- 1994년 5월 20일 : 이리 나들목 개량 공사로 인해 전라북도 완주군 봉동면 제내리 ~ 익산군 왕궁면 동용리 940m 구간 도로구역 변경[30]
- 1994년 12월 19일 : 1996년 12월까지 두계천교 개량 공사로 인해 대전직할시 유성구 방동 ~ 충청남도 논산군 두마면 왕대리 740m 구간 도로구역 변경[31]
- 1995년 1월 1일 : 종점을 '전라남도 승주군 서면'에서 '전라남도 순천시 서면'으로 변경[32]
- 1995년 4월 1일 : 창평 나들목 구조 입체화 공사로 인해 담양군 창평면 오강리 ~ 의항리 1.09km 구간을 300m로, 옥과 나들목 구조 입체화 공사로 인해 전라남도 곡성군 오산면 연화리 1.01km 구간을 1.26km로, 곡성 나들목 구조 입체화 공사로 인해 전라남도 곡성군 삼기면 괴소리 ~ 농소리 1.11km 구간을 곡성군 삼기면 괴소리 ~ 의암리 963m로, 석곡 나들목 구조 입체화 공사로 인해 전라남도 곡성군 석곡면 유정리 1.29km 구간을 1.14km로, 주암 나들목 구조 입체화 공사로 인해 전라남도 승주군 주암면 요곡리 ~ 복다리 720m 구간을 승주군 주암면 요곡리 ~ 고산리 1.7km로, 승주 나들목 구조 입체화 공사로 인해 전라남도 승주군 승주읍 평중리 936m 구간을 1.215km로, 서순천 나들목 구조 입체화 공사로 인해 전라남도 승주군 서면 죽평리 ~ 동산리 437m 구간을 승주군 서면 동산리 1.19km로, 승주 휴게소 신설 공사로 인해 전라남도 승주군 서면 비월리 300m 구간 도로구역 변경,[33]
- 1995년 5월 18일 : 1995년 12월까지 승주읍 일대 확장 공사로 인해 전라남도 순천시 승주읍 두월리 160m 구간 도로구역 변경[34], 광주 요금소 확장 공사로 인해 전라남도 장성군 남면 분향리 600m 구간 도로구역 변경[35]
- 1995년 6월 1일 : 이리 나들목이 익산 나들목으로 변경[36]
- 1995년 6월 30일 : 1997년 12월까지 이서 나들목 건설을 위해 전라북도 완주군 이서면 반교리 ~ 상개리 850m 구간 도로구역 변경[37]
- 1996년 5월 11일 : 1998년 12월까지 전라북도 정읍시 입암면 일대 선형개량을 위해 전라북도 정읍시 입암면 등천리 2.011km 구간 도로구역 결정[38]
- 1996년 6월 25일 : 1997년 6월까지 곡성휴게소 (하행) 확장 공사를 위해 전라남도 곡성군 겸면 가정리 100m 구간 도로구역 변경[39]
- 1996년 7월 1일 : 기점을 '대전직할시 대덕구 신대동'에서 '대전광역시 대덕구 신대동'으로 변경[40]
- 1996년 7월 24일 : 1999년 6월까지 충청남도 논산군 벌곡면 일대 선형개량을 위해 충청남도 논산군 벌곡면 신양리 1.24km 구간 도로구역 변경[41]
- 1996년 11월 8일 : 고서 분기점 ~ 순천 나들목 왕복 4차로 확장 개통[42]
- 1997년 5월 13일 : 이서 나들목 건설 기간을 1998년 12월로 연기[43]
- 1997년 6월 2일 : 1998년 12월까지 전주 휴게소 신설 공사로 인해 전라북도 완주군 이서면 은교리 740m 구간 도로구역 변경[44]
- 1997년 12월 9일 : 1999년 12월까지 영산강교 (상행) 전면 개량 공사로 인해 광주광역시 광산구 신창동 ~ 북구 연제동 2.235km 구간 도로구역 변경[45]
- 1998년 3월 16일 : 2000년 12월까지 만경강교 (상행) 전면 개량 공사로 인해 전라북도 완주군 삼례읍 해전리 ~ 전주시 덕진구 화전동 1.8km 구간 도로구역 변경[46]
- 1998년 6월 10일 : 2003년까지 광주외곽고속도로 신설로 접속부인 전라남도 장성군 장성읍 백계리 ~ 수산리 3.04km 구간 도로구역 변경[47], 1999년 10월까지 유성 나들목 요금소 차로 확장 공사로 인해 대전광역시 유성구 장대동 156m 구간 도로구역 변경[48]
- 1998년 7월 4일 : 1999년 12월까지 논산 나들목 요금소 차선 확장 공사로 인해 충청남도 논산시 연무읍 양지리 ~ 동산리 80m 구간 도로구역 변경[49]
- 1998년 7월 30일 : 2000년 12월까지 서순천 나들목 접속부 입체화 공사로 인해 전라남도 순천시 서면 동산리 1.19km 구간 도로구역 변경[50]
- 1999년 1월 1일 : 서전주 나들목 개통[51]
- 1999년 4월 2일 : 2003년까지 전라남도 장성군 북이면 구간 선형개량 공사로 인해 전라남도 장성군 북이면 원덕리 3.6km 구간 도로구역 변경[52]
- 1999년 5월 13일 : 2002년 12월까지 정읍 나들목 접속부 개량 공사로 인해 전라북도 정읍시 농소동 770m 구간 도로구역 변경[53]
- 1999년 7월 29일 : 2001년 12월까지 계룡 나들목 건설로 인해 충청남도 논산시 두마면 왕대리 1.16km 구간[54], 내장 나들목 건설로 인해 전라북도 정읍시 입암면 하부리 600m 구간 도로구역 변경[55]
- 2000년 3월 7일 : 2003년 12월까지 장성 나들목 이설 공사로 인해 전라남도 장성군 장성읍 단광리 1.35km 구간 도로구역 변경[56]
- 2000년 12월 22일 : 2002년 5월까지 한천육교 전면 개량 공사로 인해 대전광역시 서구 관저동 150m 구간 도로구역 변경[57], 대전남부순환고속도로 개통으로 서대전 나들목이 대전남부순환고속도로로 이설, 기존 서대전 나들목은 서대전 분기점으로 변경
- 2001년 4월 2일 : 2002년 4월까지 전주 나들목 개량 공사로 인해 전라북도 전주시 용정동 816m 구간 도로구역 변경[58]
- 2001년 6월 1일 : 2002년 12월까지 박산교 전면 개량 공사로 인해 전라남도 장성군 북일면 박산리 1.16km 구간 도로구역 변경[59]
- 2001년 8월 25일 : 기존 충청남도 논산시 연무읍 고내리~회덕 분기점 구간을 고속국도 제251호선 호남고속도로의지선으로 분할하고 기점과 종점을 각각 대전 → 순천에서 순천 → 논산으로 변경. 논산천안고속도로와 함께 노선 번호를 제25호로 변경[60]
- 2001년 9월 20일 : 2003년 12월까지 전라남도 장성군 장성읍 구간 선형개량 공사로 인해 전라남도 장성군 장성읍 용강리 ~ 백계리 38.53km 구간 도로구역 변경[61]
- 2001년 12월 : 동광주 요금소 ~ 고서 분기점 왕복 6차선 확장 공사 착공
- 2002년 7월 16일 : 2003년 12월까지 용호천교 전면 개량 공사로 인해 전라북도 정읍시 태인면 증산리 ~ 오봉리 640m 구간 도로구역 변경[62]
- 2002년 7월 31일 : 2005년 12월까지 장성 분기점 형식 변경 등을 위해 전라남도 장성군 장성읍 백계리 ~ 수산리 3.17km 구간 도로구역 변경[63]
- 2002년 9월 5일 : 내장산 나들목 개통[64]
- 2002년 12월 23일 : 논산천안고속도로 전 구간 개통과 함께 논산 분기점 개통
- 2003년 10월 29일 : 2006년 12월까지 전라남도 장성군 북이면 구간 선형개량 공사로 인해 전라남도 장성군 북이면 사거리 ~ 신월리 1.44km 구간 도로구역 변경[65]
- 2004년 12월 29일 : 동림 나들목 개통[66]
- 2005년 6월 23일 : 2007년까지 전라남도 장성군 북일면 구간 선행개량 공사로 인해 전라남도 장성군 북일면 신흥리 ~ 박산리 2.2km 구간 도로구역 변경[67]
- 2005년 8월 16일 : 2008년까지 선형개량 공사로 인해 전라남도 장성군 북이면 신월리 ~ 원덕리 구간 도로구역 변경[68]
- 2005년 12월 : 논산 분기점 ~ 삼례 나들목 왕복 6 ~ 8차선 및 동광주 나들목 ~ 동광주 요금소 왕복 6차선 확장 공사 착공
- 2006년 1월 2일 : 2010년까지 논산 ~ 전주 구간 왕복 6 ~ 8차선 확장 공사로 인해 전라북도 익산시 왕궁면 온수리 ~ 충청남도 논산시 연무읍 고내리 17.07km 구간[69], 2009년까지 동광주 ~ 고서 구간 왕복 6차선 확장 공사로 인해 광주광역시 북구 문흥동 ~ 망월동 4.27km 구간 도로구역 변경[70]
- 2006년 12월 7일 : 대덕 분기점과 장성 분기점 개통 및 동광주 요금소 ~ 고서 분기점 왕복 6차선 확장 개통
- 2007년 3월 19일 : 2009년까지 전라남도 장성군 북이면 구간 선형개량 공사로 인해 전라남도 장성군 북이면 신월리 ~ 원덕리 구간 도로구역 변경[71]
- 2007년 5월 15일 : 산월 나들목 개통[72]
- 2007년 11월 7일 : 2011년까지 설해취약지역인 못재, 장성고개 구간 선형 개량 공사로 인해 전라남도 장성군 남면 분향리 ~ 녹진리, 장성읍 단광리, 영천리, 유탕리 총 6.541km 구간[73], 2008년 12월까지 신월교 개량 공사로 인해 전라남도 장성군 북이면 모현리 ~ 신월리 1.33km 구간, 반교육교 설치 공사로 인해 전라북도 완주군 이서면 은교리 500m 구간, 정읍천교 전면 개량 공사로 인해 전라북도 정읍시 공평동 ~ 하모동 520m 구간 도로구역 변경[74]
- 2007년 12월 13일 : 익산 분기점 개통
- 2008년 6월 9일 : 전라남도 장성군 장성읍 백계리 ~ 북일면 박산리 구간 선형개량 완료[75]
- 2009년 2월 9일 : 2011년까지 정읍시 입암면 구간 선형개량 공사로 인해 전라북도 정읍시 입암면 하부리 ~ 마석리 2.96km 구간 도로구역 변경[76]
- 2009년 7월 8일 : 2010년 12월까지 정주IC육교 개량 공사로 인해 전라북도 정읍시 농소동 420m 구간 도로구역 변경[77]
- 2009년 12월 17일 : 문흥 분기점 ~ 동광주 요금소 왕복 6, 8차로 확장 개통 및 문흥 분기점 개통 및 동광주 나들목 순천방향 진입로와 논산방향 진출로 폐쇄[78]
- 2010년 3월 25일 : 2009년 12월까지 신월교 개량 공사로 인해 전라남도 장성군 북이면 모현리 ~ 신월리 1.33km 구간을 1.68km 구간으로 도로구역 변경[79]
- 2010년 7월 8일 : 2012년까지 보성강교 전면개량공사로 인해 전라남도 곡성군 목사동면 신기리 ~ 순천시 주암면 궁각리 1.5km 구간 도로구역 변경[80]
- 2010년 7월 20일 : 동광주 나들목 ~ 문흥 분기점 4.27km 구간 왕복 6차로 확장 개통[81]
- 2010년 10월 27일 : 논산 분기점 ~ 삼례 나들목 17.1km 구간 왕복 6, 8차로 확장 개통[82]
- 2010년 12월 20일 : 동광주 ~ 고서 구간 왕복 6차로 확장 개통으로 광주광역시 북구 문흥동 ~ 망월동 4.27km 구간 도로구역 변경[83]
- 2010년 12월 28일 : 도로명주소에 서순천 나들목부터 논산 분기점까지 194.22 km 구간을 호남고속도로로 고시[84]
- 2012년 : 못재고개에서 못재터널 (장성 나들목 ~ 광주 요금소)로 선형 개량 개통[85]
- 2013년 8월 19일 : 호남고속도로 선형 개량 개통으로 인해 기존 정읍시 입암면 하부리 ~ 마석리 2.96km 구간 폐지[86]
- 2015년 3월 27일 : 국토교통부고시로 기점을 '전라남도 순천시 서면 동산리', 종점을 '충청남도 논산시 연무읍 고내리'로 명시[87]
- 2015년 12월 22일 : 광주대구고속도로의 노선 변경으로 문흥 분기점 ~ 고서 분기점 구간이 중복[88]
- 2016년 1월 20일 : 북광산 나들목 개통
- 2016년 3월 8일 : 전주 ~ 삼례 구간 4개 교량 전면 개량공사로 인해 전라북도 전주시 덕진구 화전동 ~ 완주군 삼례읍 후정리 5.2km 구간 도로구역 변경[89]
- 2017년 1월 13일 ~ 2018년 12월 : 여산휴게소 (상행) 확장 공사로 인해 전라북도 익산시 여산면 호산리 400m 구간 도로구역 변경[90]
- 2020년 1월 23일 : 동광주 요금소와 광주 요금소에 다차로 하이패스 시스템 도입[91]
- 2020년 5월 8일 : 광주 요금소에 미디어아트 조형물 무등의 빛 설치[92]
- 2022년 12월 20일 : 남장성 분기점 개통
- 2023년 2월 10일: 국토교통부고시상으로 논산천안고속도로와 통합[93]
- 2024년 10월 22일 : 북장성 나들목 개통[94]
- 2024년 11월 27일 : 여산휴게소가 익산미륵사지휴게소로 명칭 변경

## 논산천안고속도로와의 관계
건설 당시에는 고속도로 번호 부여 방식이 개설 순서대로 부여하였기 때문에 논산천안고속도로와 다른 별개의 노선으로 번호가 부여되었으나 2001년 고속국도 노선 지정령 전부개정으로 축 개념의 번호 부여방식을 취하게 되면서 논산천안고속도로와 같이 고속국도 제25호선으로 지정되었다. 두 고속도로는 2023년 2월 10일 고시상으로만 통합되었다.

## 구성
차로수
- 삼례 나들목 ~ 동광주 나들목, 고서 분기점 ~ 서순천 나들목 : 왕복 4차로
- 익산 분기점 ~ 삼례 나들목, 동광주 나들목 ~ 문흥 분기점, 동광주 요금소 ~ 고서 분기점 : 왕복 6차로
- 논산 분기점 ~ 익산 분기점, 문흥 분기점 ~ 동광주 요금소 : 왕복 8차로

총 연장
- 194.22 km

제한속도
- 전 구간 최고 100 km/h, 최저 50 km/h

### 터널
| 터널 이름 | 소재지                        | 길이   | 준공 년도 | 비고      |
| --------- | ----------------------------- | ------ | --------- | --------- |
| 순천2터널 | 전라남도 순천시 승주읍 월계리 | 861m   | 1996년    | 천안 방면 |
| 순천2터널 | 전라남도 순천시 승주읍 월계리 | 881m   | 1996년    | 순천 방면 |
| 순천1터널 | 전라남도 순천시 승주읍 두월리 | 430m   | 1996년    |           |
| 석곡터널  | 전라남도 곡성군 석곡면 능파리 | 391m   | 1996년    | 천안 방면 |
| 석곡터널  | 전라남도 곡성군 석곡면 능파리 | 380m   | 1996년    | 순천 방면 |
| 대덕터널  | 전라남도 담양군 대덕면 운암리 | 408m   | 1996년    |           |
| 못재터널  | 전라남도 장성군 남면 녹진리   | 1,014m | 2012년    | 천안 방면 |
| 못재터널  | 전라남도 장성군 남면 녹진리   | 1,022m | 2012년    | 순천 방면 |
| 원덕터널  | 전라남도 장성군 북이면 원덕리 | 928m   | 2005년    | 천안 방면 |
| 원덕터널  | 전라남도 장성군 북이면 원덕리 | 882m   | 2005년    | 순천 방면 |
| 호남터널  | 전라남도 장성군 북이면 원덕리 | 694m   | 1973년    | 천안 방면 |
| 호남터널  | 전라남도 장성군 북이면 원덕리 | 740m   | 1986년    | 순천 방면 |

## 나들목 · 분기점
- 여기서 숫자는 진출입교차점 (IC 및 JC) 번호를 말하고, TG는 요금소(Tollgate), SA는 휴게소(Service Area)를 뜻한다.
- 거리의 단위는 km이다.
  - 연한 파란색(■): 광주대구고속도로 중첩 구간

| 번호                                                                                              | 이름                                        | 로마자 이름                                 | 구간 거리                                   | 누적 거리                                   | 접속 노선 | 소재지                                      | 소재지                                      | 비고                                                   |
| 10호선 남해고속도로 (순천 ~ 부산 구간) 직결                                                       | 10호선 남해고속도로 (순천 ~ 부산 구간) 직결 | 10호선 남해고속도로 (순천 ~ 부산 구간) 직결 | 10호선 남해고속도로 (순천 ~ 부산 구간) 직결 | 10호선 남해고속도로 (순천 ~ 부산 구간) 직결 | 10호선 남해고속도로 (순천 ~ 부산 구간) 직결 | 10호선 남해고속도로 (순천 ~ 부산 구간) 직결 | 10호선 남해고속도로 (순천 ~ 부산 구간) 직결 | 10호선 남해고속도로 (순천 ~ 부산 구간) 직결            |
| ------------------------------------------------------------------------------------------------- | ------------------------------------------- | ------------------------------------------- | ------------------------------------------- | ------------------------------------------- | --- | ------------------------------------------- | ------------------------------------------- | ------------------------------------------------------ |
| 1                                                                                                 | 서순천                                      | W.Suncheon                                  | -                                           | 0.00                                        | 10호선 남해고속도로 순천로(국도 제17호선, 국도 제22호선)                                                                                                  | 전라남도                                    | 순천시                                      | 기점                                                   |
| SA                                                                                                | 순천휴게소                                  | Suncheon SA                                 |                                             |                                             | | 전라남도                                    | 순천시                                      | 순천방향                                               |
| 2                                                                                                 | 승주                                        | Seungju                                     | 10.01                                       | 10.01                                       | 국도 제22호선 (승주로) 지방도 제857호선 (승주로·선암사길)                                                                                                 | 전라남도                                    | 순천시                                      |                                                        |
| 3                                                                                                 | 주암                                        | Juam                                        | 11.81                                       | 21.82                                       | 국도 제18호선 (동주로·송광사길) 국도 제22호선 (동주로) 국도 제27호선 (동주로·송광사길)                                                                    | 전라남도                                    | 순천시                                      |                                                        |
| SA                                                                                                | 주암휴게소                                  | Juam SA                                     |                                             |                                             | | 전라남도                                    | 순천시                                      | 양방향                                                 |
| 4                                                                                                 | 석곡                                        | Seokgok                                     | 7.42                                        | 29.24                                       | 국도 제27호선 (주석로) | 전라남도                                    | 곡성군                                      |                                                        |
| 5                                                                                                 | 곡성                                        | Gokseong                                    | 12.07                                       | 41.31                                       | 국도 제27호선 (곡순로) 국가지원지방도 제60호선 (곡성로·곡순로)                                                                                            | 전라남도                                    | 곡성군                                      |                                                        |
| SA                                                                                                | 곡성기차마을휴게소                          | Gokseong Train Village SA                   |                                             |                                             | | 전라남도                                    | 곡성군                                      | 양방향                                                 |
| 6                                                                                                 | 옥과                                        | Okgwa                                       | 11.43                                       | 52.74                                       | 국도 제13호선 (무옥로·오산로·옥순로) 국도 제15호선 (무옥로·오산로) 국가지원지방도 제15호선 (무옥로·오산로) 국가지원지방도 제60호선 (무옥로·오산로·옥순로) | 전라남도                                    | 곡성군                                      |                                                        |
| 7                                                                                                 | 대덕 분기점                                 | Daedeok JC                                  | 7.66                                        | 60.40                                       | 253호선 고창담양고속도로 | 전라남도                                    | 담양군                                      | 순천방향의 경우 고창담양고속도로(고창방향) 진출 불가능 |
| 8                                                                                                 | 창평                                        | Changpyeong                                 | 3.80                                        | 64.20                                       | 국가지원지방도 제60호선 (창평현로) | 전라남도                                    | 담양군                                      |                                                        |
| 9                                                                                                 | 고서 분기점                                 | Goseo JC                                    | 4.12                                        | 68.32                                       | 12호선 광주대구고속도로 | 전라남도                                    | 담양군                                      |                                                        |
| TG                                                                                                | 동광주 요금소                               | E.Gwangju TG                                |                                             |                                             | | 광주광역시                                  | 북구                                        | 본선요금소                                             |
| 9-1                                                                                               | 문흥 분기점                                 | Munheung JC                                 | 4.68                                        | 73.00                                       | 12호선 광주대구고속도로 국도 제29호선 (동문대로) 국가지원지방도 제55호선 (동문대로) 국가지원지방도 제60호선 (동문대로) 제2순환로                          | 광주광역시                                  | 북구                                        |                                                        |
| 10                                                                                                | 동광주                                      | E.Gwangju                                   | 1.21                                        | 74.21                                       | 국도 제29호선 (동문대로) 국가지원지방도 제55호선 (동문대로) 국가지원지방도 제60호선 (동문대로) 각화대로                                                   | 광주광역시                                  | 북구                                        | 천안방향 진입과 순천방향 진출만 가능                   |
| 11                                                                                                | 용봉                                        | Yongbong                                    | 2.82                                        | 77.03                                       | 문화소통로·설죽로·천지인로 | 광주광역시                                  | 북구                                        | 양방향 진출만 가능                                     |
| 12                                                                                                | 서광주                                      | W.Gwangju                                   | 1.33                                        | 78.36                                       | 국도 제1호선 (북문대로) 하서로 | 광주광역시                                  | 북구                                        |                                                        |
| 13                                                                                                | 동림                                        | Dongnim                                     | 2.25                                        | 80.61                                       | 국도 제1호선 (북문대로) 빛고을대로 | 광주광역시                                  | 북구                                        |                                                        |
| 14                                                                                                | 산월                                        | Sanwol                                      | 2.39                                        | 83.00                                       | 제2순환로 | 광주광역시                                  | 광산구                                      |                                                        |
| 15                                                                                                | 광산                                        | Gwangsan                                    | 1.96                                        | 84.96                                       | 국도 제1호선 (북문대로) 국도 제13호선 (사암로·첨단과기로)                                                                                                 | 광주광역시                                  | 광산구                                      |                                                        |
| 15-1                                                                                              | 북광산                                      | N.Gwangsan                                  |                                             |                                             | 하남진곡산단로 | 전라남도                                    | 장성군                                      |                                                        |
| TG                                                                                                | 광주 요금소                                 | Gwangju TG                                  |                                             |                                             | | 전라남도                                    | 장성군                                      | 본선요금소                                             |
| 15-2                                                                                              | 남장성 분기점                               | S.Jangseong JC                              |                                             |                                             | 500호선 광주외곽순환고속도로 | 전라남도                                    | 장성군                                      | 순천방향 진출과 천안방향 진입만 가능                   |
| 16                                                                                                | 장성                                        | Jangseong                                   | 8.70                                        | 93.66                                       | 국도 제1호선 (하서대로) 국도 제24호선 (하서대로·노사로)                                                                                                   | 전라남도                                    | 장성군                                      |                                                        |
| 16-1                                                                                              | 북장성                                      | North Jangseong Interchange                 |                                             |                                             | 국도 제1호선 (하서대로) | 전라남도                                    | 장성군                                      | 하이패스 나들목                                        |
| 17                                                                                                | 장성 분기점                                 | Jangseong JC                                | 5.34                                        | 99.00                                       | 253호선 고창담양고속도로 | 전라남도                                    | 장성군                                      |                                                        |
| SA                                                                                                | 백양사휴게소                                | Baegyangsa SA                               |                                             |                                             | | 전라남도                                    | 장성군                                      | 양방향                                                 |
| 18                                                                                                | 백양사                                      | Baegyangsa                                  | 12.06                                       | 111.06                                      | 국가지원지방도 제15호선 (방장로) 국가지원지방도 제49호선 (방장로) 갈재로·백양로                                                                           | 전라남도                                    | 장성군                                      |                                                        |
| 19                                                                                                | 내장산                                      | Naejangsan                                  | 9.19                                        | 120.25                                      | 지방도 제708호선 (입암로·첨단과학로) | 전북특별자치도                              | 정읍시                                      |                                                        |
| 20                                                                                                | 정읍                                        | Jeongeup                                    | 8.46                                        | 128.71                                      | 국도 제22호선 (충정로) 국도 제29호선 (충정로) 벚꽃로 | 전북특별자치도                              | 정읍시                                      |                                                        |
| SA                                                                                                | 정읍녹두장군휴게소                          | Jeongeup Nokdu Janggun SA                   |                                             |                                             | | 전북특별자치도                              | 정읍시                                      | 양방향                                                 |
| 21                                                                                                | 태인                                        | Taein                                       | 12.84                                       | 141.55                                      | 국도 제1호선 (정읍대로) 국도 제21호선 (정읍대로) 국도 제30호선 석지로                                                                                     | 전북특별자치도                              | 정읍시                                      |                                                        |
| 22                                                                                                | 금산사                                      | Geumsansa                                   | 10.55                                       | 152.10                                      | 국도 제1호선 (선비로) 국도 제21호선 (선비로) 지방도 제712호선 (봉남로) 지방도 제735호선 (봉남로·초처로)                                                   | 전북특별자치도                              | 김제시                                      |                                                        |
| 23                                                                                                | 김제                                        | Gimje                                       | 4.70                                        | 156.80                                      | 국도 제1호선 (선비로) 국도 제21호선 (선비로) 지방도 제714호선 (풍요로) 금백로                                                                             | 전북특별자치도                              | 김제시                                      |                                                        |
| SA                                                                                                | 이서휴게소                                  | Iseo SA                                     |                                             |                                             | | 전북특별자치도                              | 완주군                                      | 양방향                                                 |
| 24                                                                                                | 서전주                                      | W.Jeonju                                    | 6.60                                        | 163.40                                      | 국도 제1호선 (호남로) 국도 제21호선 (쑥고개로·호남로) 국도 제27호선 (호남로) 지방도 제713호선 (이서남로) 지방도 제716호선 (콩쥐팥쥐로)                    | 전북특별자치도                              | 완주군                                      |                                                        |
| 25                                                                                                | 전주                                        | Jeonju                                      | 6.04                                        | 169.44                                      | 국도 제1호선 (호남로) 국도 제21호선 (동부대로·번영로) 국도 제26호선 (동부대로·번영로)                                                                     | 전북특별자치도                              | 전주시                                      |                                                        |
| 26                                                                                                | 삼례                                        | Samnye                                      | 6.03                                        | 175.47                                      | 국도 제1호선 (호남로) 지방도 제799호선 (삼봉로) 삼례나들목로·삼례로                                                                                       | 전북특별자치도                              | 익산시                                      |                                                        |
| 27                                                                                                | 익산 분기점                                 | Iksan JC                                    | 2.30                                        | 177.77                                      | 204호선 새만금포항고속도로지선 (27호선 순천완주고속도로)                                                                                                  | 전북특별자치도                              | 익산시                                      | 완주방향 진출시 순천완주고속도로 간접 연결             |
| 28                                                                                                | 익산                                        | Iksan                                       | 3.73                                        | 181.50                                      | 지방도 제720호선 (무왕로) 지방도 제722호선 (무왕로) 지방도 제799호선 (무왕로·봉동로)                                                                      | 전북특별자치도                              | 완주군                                      | 구 이리 나들목                                         |
| SA                                                                                                | 익산미륵사지휴게소                          | Iksan Mireuksa Temple SA                    |                                             |                                             | | 전북특별자치도                              | 익산시                                      | 양방향                                                 |
| 29                                                                                                | 논산 분기점                                 | Nonsan JC                                   | 12.72                                       | 194.22                                      | 25호선 논산천안고속도로 251호선 호남고속도로의지선 | 충청남도                                    | 논산시                                      |                                                        |
| 251호선 호남고속도로의지선 직결 및 25호선 논산천안고속도로 분기 30번 이후는 논산천안고속도로 참고 |                                             |                                             |                                             |                                             | |                                             |                                             |                                                        |

## 사진
호남고속도로
- 금산사 나들목
- 정안알밤휴게소
- 익산 분기점
- 여산휴게소
- 전라남도 순천시 비월재 구간 (순천방향, 이하 동일)
- 오르막차로 시작
- 순천2터널 내부
- 오르막차로 끝
- 구 호남고속도로 비월재 구간 (순천시 서면 비월리~승주읍 신성리, 이하 동일)

## 주요 통과지
전라남도(광주광역시 이남)
- 순천시 (서면 - 승주읍 - 주암면) - 곡성군 목사동면 - 순천시 주암면 - 곡성군 (석곡면 - 삼기면 - 겸면 - 옥과면 - 오산면) - 담양군 (무정면 - 대덕면 - 창평면 - 고서면)

광주광역시
- 북구 (망월동 - 장등동 - 문흥동 - 우산동 - 문흥동 - 오치동 - 용봉동 - 오치동 - 용봉동 - 매곡동 - 운암동 - 연제동 - 동림동) - 광산구 (신창동 - 수완동 - 도천동 - 월계동 - 비아동)

전라남도(광주광역시 이북)
- 장성군 (남면 - 장성읍 - 북일면 - 북이면)

전북특별자치도
- 정읍시 (입암면 - 삼산동 - 상평동 - 하모동 - 농소동 - 하북동 - 북면 - 정우면 - 태인면 - 감곡면) - 김제시 (봉남면 - 금산면 - 금구면) - 완주군 이서면 - 전주시 덕진구 (장동 - 반월동 - 용정동 - 화전동) - 완주군 삼례읍 - 익산시 (왕궁면 - 봉동읍 - 왕궁면 - 봉동읍 - 왕궁면 - 여산면)

충청남도
- 논산시 연무읍

## 고서 분기점~서순천 나들목간 확장 공사 이전의 구간목록
고서 분기점 ~ 서순천 나들목간은 선형개량 및 고가화로 인하여 상당구간이 기존 구간과 차이가 있다. 1996년 11월 18일 고서 분기점 ~ 서순천 나들목 구간이 왕복 4차로로 확장되기 전에는 평면 교차로가 존재했다. 아래 교차로는 1995년 도로현황조서 기준이다.
| 이름        | 로마자 이름 | 한자 이름  | 구간 거리 | 누적 거리 | 접속 노선                                       | 소재지   | 소재지 | 비고                    |
| ----------- | ----------- | ---------- | --------- | --------- | ----------------------------------------------- | -------- | ------ | ----------------------- |
| 고서 분기점 | Goseo JC    | 古西分岐點 | 5.86      | 180.76    | 12호선 88올림픽고속도로                         | 전라남도 | 담양군 |                         |
| 대덕        | Daedeok     | 大德       | 불명      | 불명      | 지방도 제826호선 (현재 국가지원지방도 제60호선) | 전라남도 | 담양군 | 평면 교차로 사거리 형태 |
| 신촌        | Sinchon     | 新村       | 20.60     | 195.50    | 국도 제13호선                                   | 전라남도 | 곡성군 | 평면 교차로             |
| 옥과        | Okgwa       | 玉果       | 1.90      | 197.40    | 국도 제15호선                                   | 전라남도 | 곡성군 | 평면 교차로             |
| 곡성        | Gokseong    | 谷城       | 10.90     | 208.30    | 국도 제27호선                                   | 전라남도 | 곡성군 | 평면 교차로             |
| 삼기        | Samgi       | 三岐       | 3.65      | 211.95    | 국도 제27호선                                   | 전라남도 | 곡성군 | 평면 교차로             |
| 연반        | Yeonban     | 蓮盤       | 2.30      | 214.25    | 국도 제27호선                                   | 전라남도 | 곡성군 | 평면 교차로 사거리 형태 |
| 연동        | Yeondong    | 蓮洞       | 1.35      | 215.60    | 국도 제27호선                                   | 전라남도 | 곡성군 | 평면 교차로 사거리 형태 |
| 석곡        | Seokgok     | 石谷       | 2.70      | 218.30    | 국도 제27호선                                   | 전라남도 | 곡성군 | 평면 교차로             |
| 봉전        | Bongjeon    | 鳳田       | 4.55      | 222.85    | 국도 제27호선                                   | 전라남도 | 곡성군 | 평면 교차로 사거리 형태 |
| 주암        | Juam        | 住岩       | 5.87      | 228.72    | 국도 제18호선 국도 제22호선                     | 전라남도 | 순천시 | 평면 교차로 사거리 형태 |
| 승주        | Seungju     | 昇州       | 13.02     | 241.76    | 지방도 제857호선                                | 전라남도 | 순천시 | 평면 교차로             |

## 구간 과속 단속
- 순천 방향 (하행선) : 곡성 나들목 ~ 석곡 나들목 9.9 km (2013년 12월 31일부터 시행)[98]

## 같이 보기
- 고속국도 제25호선
  - 논산천안고속도로
- 호남고속도로지선
- 남해고속도로